# マーテル・ウェブスター
マーテル・ウェブスター（Martell Webster、1986年12月4日 - ）はアメリカ合衆国ワシントン州シアトル出身の元バスケットボール選手。身長201cm。体重95kg。ポジションはシューティングガードとスモールフォワードを兼ねるスイングマンとして活躍した。

## 経歴
高校卒業後すぐに、2005年のNBAドラフトでポートランド・トレイルブレイザーズから全体6位で指名されてNBA入りした。最初は目立った活躍が出来ず、2006年1月にNBAデベロップメント・リーグのフォートワース・フライヤーズ入りを宣告され、最も高順位でドラフト指名されたDリーグ入り選手となったが、2月にはNBAに復帰した。
年々スリーポイントシュートの成功率を上昇させ、それとともに試合出場時間も徐々に伸びつつある。2007-08シーズンには主にスモールフォワードとして70試合に先発出場し、チームの中心選手となった。2008年1月5日には自己ベストの26得点を挙げ、そのうちの24得点は第3クォーターで決める大活躍もあった。同年10月31日、ブレイザーズと4年間の契約延長を果たした。2009年2月20日、左足の怪我でシーズン残り試合を欠場することが発表された。このシーズン彼は5分間しか出場できなかった。2010年1月23日には自己ベストの28得点をあげた
。
2010年6月23日、ライアン・ゴメス、その年ドラフト指名されたばかりのルーク・バビットとのトレードでミネソタ・ティンバーウルブズに移籍した。
2011-12シーズン終了後、ティンバーウルブズを解雇された。2012年8月29日、ワシントン・ウィザーズと契約。しかし、ウィザーズでは数々の負傷に悩まされ、2015年11月30日に解雇された。
2017年9月16日、ニューオーリンズ・ペリカンズとトレーニングキャンプに関する契約を結んでいたが、キャンプ前に30日にバスケットボールからの引退を表明した。

## 人物
- ウェブスターが4歳のときに、母親が行方不明となった。その後、シリアルキラーのゲイリー・リッジウェイ（全米で49人の女性を殺害した）によって彼女が殺害されたことが判明している[1]。

- ダラス・マーベリックスなどに所属していたジェイソン・テリーとは従兄弟同士である[10]。